# Rol
Rol (russisk: Роль) er en spillefilm fra 2013 af Konstantin Lopusjanskij.

## Medvirkende
- Maksim Sukhanov som Nikolaj Jevlakhov
- Aleksandr Jefremov
- Anna Geller
- Jurij Itskov som Odintsov
- Marija Järvenhelmi som Amalia